# اوسامو میورا
اوسامو میورا (انگلیسی: Osamu Miura؛ زادهٔ ۲۴ ژوئن ۱۹۸۹) بازیکن فوتبال اهل ژاپن است.